# 丁玉璋
丁玉璋（1895年—1975年），字蓝田，山东潍坊人，中国基督教牧师。曾任中国基督教三自爱国运动委员会副主席。

## 生平
丁玉璋是山东省潍县乐道村人。1924年毕业于山东滕县华北神学院，任教于滕县新民学校、华北神学院，1937年春任华北神学院副院长。1942年秋,被迫担任华北中国基督教团兖济道区会会长。1951年出任无锡华北神学院院长。1952年11月，华北神学院并入金陵协和神学院，丁玉璋出任副院长。1954年任中国基督教三自爱国运动委员会副主席。1958年当选为江苏省基督教三自爱国运动委员会主席。1975年因病于南京逝世。